# Charles Delvoye
Charles Delvoye, né le 18 avril 1917 à Charleroi, Belgique et mort le 9 décembre 1991 à Watermael-Boitsfort, Belgique, est un archéologue, historien et historien d'art belge, spécialiste de l'art grec et byzantin. 

## Biographie
Charles Delvoye a une double formation de philologue et d'historien de l'art. Son premier voyage en Grèce date de 1938, mais c'est après son passage à l'École française d'Athènes de 1947 à 1949 qu'il découvre, outre l'antique Grèce, la Grèce contemporaine, alors plongé en pleine guerre civile. Toute sa vie il suit l'actualité politique du pays et soutient la démocratie.  Ainsi l'ouvrage collectif dont il assure la direction avec Georges Roux porte sur la civilisation grecque de l'antiquité à nos jours. 
Il est  chercheur au Fonds national belge de la recherche scientifique de 1942 à 1952. Il le quitte pour une carrière universitaire.  Il est professeur à l'Université libre de Bruxelles jusqu'à sa retraite en 1987. 
Il est membre de l'Académie royale des sciences, des lettres et des beaux-arts de Belgique depuis 1977.

## Publications
Ouvrages
- L'art byzantin, 1967, Grenoble, ed. Arthaud, 462 p.

- avec Georges Roux La Civilisation grecque de l'antiquité à nos jours 2 vol. 1967-1969, Bruxelles, la Renaissance du livre, 504 et 601 p.

- L'art paléochrétien de Chypre Volume 1 ; Volumes 4 à 5 de XVe Congrès International d'Études Byzantines, 1976 : Chypre dans le monde byzantin. 52 p.

Articles
Charles Delevoye a publié de très nombreux articles dont :
Bulletin de Correspondance Hellénique (7 publications de 1946 à 1976)
Antiquité Classique (503 publications de 1942 à 1992) 
Revue belge de Philologie et d'Histoire (29 publications de 1941 à 1974)
Revue des études byzantines (1 publication en 1948)